# Belahanrejo
Belahanrejo is een bestuurslaag in het regentschap Gresik van de provincie Oost-Java, Indonesië. Belahanrejo telt 2934 inwoners (volkstelling 2010).